# 余一鵬
余一鵬（1513年—？），字朝舉，號天池，福建興化府莆田縣人，軍籍，明朝政治人物。

## 生平
嘉靖十年（1531年）辛卯科福建鄉試第八十七名舉人。嘉靖二十三年（1544年）中式甲辰科會試第一百四十七名，登第二甲第二十四名進士。初授深州知州，建恒麓书院，聚士子講學。三十年任河南裕州知州，曾任广西按察司佥事。

## 家族
曾祖余夤賓；祖父余用和，累贈中憲大夫太僕寺少卿；父余瓚，亞中大夫太僕寺卿。母姚氏（累封恭人）。